# 無餘涅槃 (大乘佛教)
無餘涅槃，佛教術語，是指阿羅漢、辟支佛滅盡五陰十八界後，不再受後有，亦即不再受三界生死輪迴，本期之壽命結束後，滅盡五陰十八界只剩本際獨處之狀態，因滅盡無餘又稱「無餘涅槃界」。

## 二乘入無餘涅槃
二乘聲聞人之所學在於解脫於三界六道輪迴，《長阿含經》：「與諸比丘說戒、定、慧。修戒獲定。得大果報。修定獲智。得大果報。修智心淨。得等解脫。盡於三漏。欲漏、有漏、無明漏。已得解脫生解脫智。生死已盡。梵行已立。所作已辦。不受後有。」所以證得聲聞四果的阿羅漢們在佛陀應身示現入滅後，那些不迴心大乘的阿羅漢一個個就入無餘涅槃去了。
- 只有阿羅漢可以般涅槃，其餘須陀洹、斯陀含、阿那含必須繼續修四念處修到證阿羅漢果才可般涅槃。《長阿含經》：「我所說法弟子受行者。捨有漏成無漏。心解脫、慧解脫。於現法中。自身作證。生死已盡。梵行已立。所作已辦。更不受有。其次。行淺者斷五下結。即於天上而般涅槃。不復還此。其次。三結盡。薄婬、怒、癡。一來世間而般涅槃。其次。斷三結。得須陀洹。不墮惡道。極七往返。必得涅槃。般遮翼。我諸弟子不疑出家。有果報。有教誡。究竟道法。究竟梵行。究竟安隱。終歸滅度。」
- 依於證果之層次差別，般涅槃之時節因緣也有所不同。《長阿含經》：「此樂當有七果功德。云何為七。於現法中。得成道證。正使不成。臨命終時。當成道證。若臨命終復不成者。當盡五下結。中間般涅槃、生彼般涅槃、行般涅槃、無行般涅槃、上流阿迦尼吒般涅槃。」[3][4][5]

大乘佛教認為小乘佛教所追求的灰身滅智不是究竟的湼槃，並且稱之為化城，又認為達到這一境界者，須經八千六百四十二萬十千刼，才能在方便有餘土被佛陀渡化。

## 菩薩證無餘涅槃
所謂「證」得，係指有得，如是有得，必能了知所證為何，依於意識心來說證得。阿羅漢入涅槃，方便說證涅槃。因為涅槃之境界為本際也就是真心如來藏之境界，阿羅漢在捨壽後滅盡五陰十八界入無餘涅槃，只剩如來藏獨處之境界。因為滅盡無餘，意識心也已隨十八界滅而滅，不復現行，如來藏又不在六塵上作了別，如何說證得涅槃？菩薩在大乘佛法中，精勤修集福德莊嚴，智慧莊嚴，悟佛知見，證得真實心如來藏，現觀萬法皆由此出，不滅五陰十八界而實證涅槃本際，也因為如此才可說是證涅槃。也只有菩薩可以不滅五陰十八界而能證得涅槃，如實的觀察，如實的證知實際理地的內涵。菩薩不入涅槃而證得涅槃，有別於阿羅漢入了無餘涅盤卻未證知涅槃之真實內涵，此即不共二乘的大乘殊勝妙法。

## 佛菩提與涅槃
要圓滿佛菩提需要於三大阿僧衹劫中行菩薩道，不斷的利樂眾生、攝受佛土，這是不共二乘聲聞的。因此大乘佛法是需由菩薩來住持與弘揚的，所以菩薩不取證無餘涅槃。不但菩薩需得住持大乘佛法，連二乘解脫道也需菩薩來傳承延續。因二乘無學阿羅漢們盡此一身不受後有故，所以二乘解脫道也須由永不入無餘涅槃的菩薩來住持。菩薩在入初地時已永伏性障如阿羅漢，已有能力取證慧解脫阿羅漢果，在壽終時也有能力入無餘涅槃，但是因大願故留惑潤生，不取涅槃，復又勇發十無盡願，世世常行菩薩道。菩薩在七住位時已證得本來自性清淨涅槃，經十住、十行、十迴向入初地，於八識心王一一親證，領受五法、三自性、二種無我法、七種第一義、七種性自性，成通達位菩薩。因為如此才說二乘聲聞證涅槃為方便說，而真實證得涅槃，知涅槃實際內涵者唯有菩薩。

## 偈
齊何泉止息。於何逕不通。世間諸苦樂。何處無餘滅。若於是處所。眼耳及與鼻。齊此泉止息。於斯逕不通。世間諸苦樂。是處無餘滅。
漏盡心解脫。任持最後身。名有餘涅槃。諸行猶相續。諸所受皆滅。寂靜永清涼。名無餘涅槃。眾戲論皆息。此二涅槃界。最上無等倫。謂現法當來。寂靜常安樂。